# Бейкер, Кенни
Ке́ннет Джордж «Ке́нни» Бе́йкер (англ. Kenneth George «Kenny» Baker; 24 августа 1934, Бирмингем, Англия — 13 августа 2016[…], Престон, Англия) — английский киноактёр, известный своей ролью робота R2-D2 в фильмах франшизы «Звёздные войны». Рост Бейкера — 112 см.

## Биография
Кеннет Джордж Бейкер родился 24 августа 1934 года в Бирмингеме. Учился там же, затем в школе-интернате в Кенте. Единственный ребёнок в семье, хотел стать, как отец, гравёром, но не смог получить должного образования. В Гастингсе, где он жил с мачехой, однажды в 1951 году был приглашён прямо на улице в театральную труппу карликов. Он согласился, потом перешёл работать в цирк, в кабаре.
В 1980-х годах организовал комедийно-музыкальный дуэт с актёром-карликом Джеком Пёрвисом.
В конце 1990-х годов Кенни Бейкер начал выступать в жанре стендап, играя на губной гармонике.
По состоянию на 2005 год проживал в Престоне.
В ноябре 2009 года увидела свет биография актёра From Tiny Acorns: The Kenny Baker Story, написанная Кеном Миллсом.

### «Звёздные войны»
В 1960 и 1962 годах он впервые сыграл эпизодические роли в кино, но настоящий успех пришёл к нему после появления в культовом фильме Джорджа Лукаса «Звёздные войны. Эпизод IV: Новая надежда» (1977). Бейкер сыграл роль R2-D2 в семи оригинальных фильмах (в фильме 1983 года «Звёздные войны. Эпизод VI: Возвращение джедая» он также сыграл одного из эвоков). Он и Энтони Дэниелс (C-3PO) — единственные актёры, которые снялись в семи лентах серии. Хотя по сюжету картин эти два робота являются близкими друзьями, в реальности отношения актёров были очень натянутыми.

### Личная жизнь
В 1970 году женился на Эйлин Бейкер, у них родилось двое детей. Несмотря на то, что и Кенни, и Эйлин страдали карликовостью, их детям это заболевание по наследству не передалось. В 1983 году Эйлин сыграла в фильме «Звёздные войны. Эпизод VI: Возвращение джедая» эпизодическую роль одного из эвоков. 13 августа 2016 года Кенни Бейкер скончался.

## Избранная фильмография
- 1960 — Цирк ужасов / Circus of Horrors — карлик (в титрах не указан)
- 1962 — Человек мира / Man of the World — хорват (в одном эпизоде)
- 1977 — / англ. Wombling Free — Бунго
- 1977 — Звёздные войны. Эпизод IV: Новая надежда / Star Wars — R2-D2, дроид
- 1980 — Маппет-шоу / The Muppet Show — R2-D2, дроид (в одном эпизоде)
- 1980 — Звёздные войны. Эпизод V: Империя наносит ответный удар / The Empire Strikes Back — R2-D2, дроид
- 1980 — Флэш Гордон / Flash Gordon — карлик
- 1980 — Человек-слон / The Elephant Man — карлик в перьях
- 1981 — Бандиты во времени / Time Bandits — Фиджит
- 1981 — / The Goodies — карлик (в одном эпизоде)
- 1982 — Горбун из Нотр-Дама / The Hunchback of Notre Dame — Пик Покет
- 1983 — Звёздные войны. Эпизод VI: Возвращение джедая / Return of the Jedi — R2-D2, дроид / Паплу, эвок, угнавший имперский летающий мотоцикл
- 1984 — Амадей / Amadeus
- 1986 — Мона Лиза / Mona Lisa — Брайтон
- 1986 — Лабиринт / Labyrinth — гоблин
- 1987 — Спящая красавица / Sleeping Beauty — эльф
- 1988 — Уиллоу / Willow — Нелвин
- 1989 — Принц Каспиан и плавание на «Покорителе зари» / Prince Caspian and the Voyage of the Dawn Treader — Даффлпад (в трёх эпизодах)
- 1990 — / англ. Ben Elton: The Man from Auntie — невидимый демон (в одном эпизоде)
- 1992, 2007 — Катастрофа / Casualty — Арчи / Чарльз Исаак (в двух эпизодах)
- 1993 — НЛО: Не лезь в очко / U.F.O — Казанова
- 1999 — Король и я / The King and I — капитан Ортон (озвучивание)
- 1999 — Звёздные войны. Эпизод I: Скрытая угроза / Star Wars Episode I: The Phantom Menace — R2-D2, дроид
- 2002 — Круглосуточные тусовщики / 24 Hour Party People — владелец зверинца (в титрах не указан)
- 2002 — Звёздные войны. Эпизод II: Атака клонов / Star Wars Episode II: Attack of the Clones — R2-D2, дроид
- 2005 — Звёздные войны. Эпизод III: Месть ситхов / Star Wars. Episode III. Revenge of the Sith — R2-D2, дроид
- 2015 — Звёздные войны: Пробуждение силы / Star Wars: The Force Awakens — R2-D2, дроид (консультировал, но не снимался)[23]